# Vår gemensamme vän (TV-serie)
Vår gemensamme vän (originaltitel: Our Mutual Friend) är en brittisk miniserie från 1998. Serien är producerad av BBC och är baserad på Charles Dickens roman Vår gemensamme vän från 1864-1865.

## Rollista (i urval)
- Paul McGann - Eugene Wrayburn
- Steven Mackintosh - John Harmon
- Keeley Hawes - Lizzie Hexam
- Anna Friel - Bella Wilfer
- David Morrissey - Bradley Headstone
- David Bradley - Rogue Riderhood
- Kenneth Cranham - Silas Wegg
- Peter Vaughan - Mr. Boffin
- Pam Ferris - Mrs. Boffin
- Linda Bassett - Abby Potterson
- Edna Doré - Betty Higden